# Хигасияма (Киото)
Хигасияма (яп. 東山区, ひがしやまく [çigaɕijama ku]) — район города Киото префектуры Киото в Японии. По состоянию на 1 июля 2012 года население района составило 40 021 человек, плотность населения — 5360 чел / км ².

## Название
Название происходит от горной местности Хигасияма, на востоке от средневекового Киото.

## История
- 1 апреля 1929 — образован городской район Хигасияма путём выделения его из состава района Симогё города Киото.
- 1933 — деревня Ямасина[2] уезда Удзи вошла в состав района Хигасияма.
- 1976 — выделен район Ямасина из состава района Хигасияма.

## Достопримечательности
- Киёмидзу-дэра
- Тион-ин
- Национальный музей Киото
- Сандзюсангэн-до
- Храм Ясака
- кварталы гейш Гион и Миягава-тё